# Basta (Valentina Stella)
Basta è un album musicale della cantante napoletana Valentina Stella, pubblicato nel 1996 sull'etichetta Nuova Fonit Cetra. 

## Descrizione
Il disco contiene uno dei successi più grandi nella carriera dell'artista - la sua versione della canzone Mente Cuore di Nino D'Angelo. Infatti, la Stella viene associata a questo brano anche più di D'Angelo. Fra le altre canzoni di spicco, ve ne sono presenti Donna Concetta di Pino Daniele, il classico Torna Maggio (scritto da Vincenzo Russo) e Cerasella. Poi cantata anche dall'artista Nancy Coppola. 

## Tracce
1. Basta – 3:34
2. Donna Concetta – 3:35
3. Mente Cuore – 3:02
4. Che parl'a'ffa – 3:40
5. Torna Maggio – 3:22
6. Si ce saje credere – 3:29
7. Segretamente – 4:12
8. A cunsegna – 1:57
9. Tammuriata – 3:39
10. Cerasella – 3:17
11. Basta (piano e voce) – 0:41